# Denis Fonvizine
Denis Ivanovitch Fonvizine (en russe : Денис Иванович Фонвизин), né le 3 avril 1745 (14 avril dans le calendrier grégorien) à Moscou et décédé le 1er décembre 1792 (12 décembre dans le calendrier grégorien) à Saint-Pétersbourg, fut un des plus célèbres auteurs de théâtre russe.
Il est surtout connu pour ses comédies satiriques sur l'aristocratie russe.
Étudiant à l'Université de Moscou, il est ensuite traducteur pour le gouvernement jusqu'en 1769.
Il est enterré au cimetière Saint-Lazare du Monastère Alexandre-Nevski à Saint-Pétersbourg.

## Œuvres
- Le Brigadier, comédie (1769), satire de la gallomanie en Russie
- Lettres de France (1777-1778)
- Le Dadais (Недоросль, ou le Mineur), comédie (1782)
- Essai de dictionnaire russe des synonymes (1783)

- Notices d'autorité :   - VIAF
  - ISNI
  - BnF (données)
  - IdRef
  - LCCN
  - GND
  - Japon
  - CiNii
  - Espagne
  - Belgique
  - Pays-Bas
  - Pologne
  - Israël
  - NUKAT
  - Suède
  - Australie
  - Norvège
  - Croatie
  - WorldCat